# Barnabé Brisson (ingénieur)
Pour les articles homonymes, voir Barnabé Brisson et Brisson.
Barnabé Brisson, né à Lyon le 11 octobre 1777 et mort le 25 septembre 1828, est un ingénieur des ponts et chaussées et mathématicien français.

## Biographie
Barnabé Brisson est le fils d'Antoine-François Brisson et de Marguerite Elisabeth Le Caron de Troussures.
Brisson a fait partie de la première promotion de l'École polytechnique, en 1794, et est entré à la fin de 1798 à l'École des ponts et chaussées. Nommé ingénieur ordinaire en 1798, il fut d'abord attaché au service du canal du Rhône au Rhin sous les ordres de Liard, et en 1801, aux travaux du canal de Saint-Quentin.
Dans ce dernier poste, il fut spécialement chargé, sous la direction de Gayant père, des difficiles travaux du bief de partage et du souterrain, et les preuves de sa capacité qu'il y donna furent telles que le 19 mai 1808, à peine âgé de trente ans, il fut nommé ingénieur en chef et chargé du service du département de l'Escaut. Il resta à Gand jusqu'à la fin de l'Empire, et se signala par de grands travaux exécutés pour la défense des polders de l'Escaut. Il fit aussi le projet du canal de Bruges à Gand.
Lorsque la Belgique fut, en 1814, séparée de la France, Brisson fut appelé, le 1er août, dans le département de la Marne, où il eut à réparer les désastres causés par la guerre sur les routes et sur les grands ouvrages d'art de ce département si mis à mal par deux invasions.
En 1820, il fut appelé à Paris pour faire le cours de construction à l'École des ponts et chaussées, en remplacement de Simon Vallot passé au cours d'architecture, et il fut en même temps chargé des études d'un canal de Paris à Tours et à Nantes.
En 1821, il réunit à ses fonctions celles d'Inspecteur de l'École et, en 1822, celles de secrétaire du Conseil général des ponts et chaussées. Enfin, il fut nommé inspecteur divisionnaire le 28 avril 1824. Dans ces hautes positions et dans les travaux multipliés qu'elles exigeaient, Brisson donnait chaque jour la preuve des facultés les plus rares, lorsqu'une mort prématurée vint l'enlever alors qu'il n'avait pas encore cinquante et un ans.
Sa perte donna lieu, à tous les degrés de la hiérarchie, à des manifestations dont l'histoire du Corps n'avait pas offert d’exemples. Dans la séance du Conseil général du 14 octobre 1828, le directeur général Becquey adressa au vice-président Tarbé de Vauxclairs une dépêche dans laquelle il exposait l'affliction générale causée par la mort de Brisson, en raison de l'éclat que ses services jetaient sur le Corps. Le Conseil décida, sur la proposition de son président, que la lettre du directeur général serait transcrite sur le registre de ses délibérations, ainsi que la notice nécrologique rédigée par l'ingénieur en chef Legrand et qui fut insérée au Moniteur officiel du 19 octobre.
Au moyen d'une souscription ouverte parmi tous les ingénieurs, une médaille fut frappée en l'honneur de Brisson et les élèves de l'École ont rédigé sous le titre d'Hommage à sa mémoire, une note dans laquelle ils exposent leurs regrets et les principaux travaux de Brisson, particulièrement en ce qui concerne le tracé des canaux à point de partage.
Brisson avait épousé la nièce par alliance de Monge et avait publié successivement, en 1818 et en 1820, une Notice sur ce savant et une nouvelle édition de sa Géométrie descriptive, augmentée d'un Traité des ombres et de la perspective.
Deux de ses rapports sur la police du roulage et sur les projets présentés pour le canal maritime de la Seine ont été imprimés, en 1828. Les œuvres capitales de Brisson sont : le Mémoire sur l'art de tracer les canaux à point de partage, rédigé en 1801 en collaboration avec Dupuy de Torcy et présenté à l'Institut ; l'Essai sur le système général de navigation intérieure de la France, publié en 1829 par l'ingénieur en chef Duleau, son successeur à l'École des ponts et chaussées, avec un extrait du Mémoire de 1801.
Brisson n'était pas seulement ingénieur ; il était aussi mathématicien et avait présenté, en 1802, 1805, 1828 et 1827, une série de mémoires sur l'intégration des équations linéaires aux différences partielles et, au moment de sa mort, il était sur le point d'être élu membre de l'Académie des Sciences, dans la section de géométrie, où la mort de Laplace venait de créer une vacance.

## Publications (liste partielle)
- Notice historique sur Gaspard Monge, 1818
- Essai sur le système général de navigation intérieure de la France — Cet essai est suivi de :
  - Pierre-Louis Dupuis de Torcy et Barnabé Brisson, Essai sur l'art de projeter les canaux à point de partage
- (avec Gaspard Monge) Géométrie descriptive, augmentée d'une « Théorie des ombres et de la perspective » : extraite des papiers de l'auteur Gaspard Monge, 1922

## Iconographie
- Une médaille posthume à l'effigie de Barnabé Brisson a été exécutée par le graveur Joseph François Domard à la demande des ingénieurs et des élèves du Corps royal des Ponts et chaussées[4]. Un exemplaire en est conservé au musée Carnavalet (ND 0194).

## Sources et bibliographie

### Sources
- François-Pierre-H. Tarbé de Saint-Hardouin, Notices biographiques sur les ingénieurs des ponts et chaussées : depuis la création du corps, en 1716, jusqu'à nos jours, Paris, Baudry et Cie, 1884, p. 116–118.
- Ad. Jullien, Notice biographique sur M. Brisson, in Journal du génie civil, des sciences et des arts, volume 3, Paris, 1829, page 202 et suiv.